# Болотня (притока Тетерева)
Боло́тня — річка в Україні, в межах Іванківської селищної громади Вишгородського району Київської області. Ліва притока Тетерева (басейн Дніпра).

## Опис
Довжина 26 км, площа водозбірного басейну 143 км². Похил річки 2 м/км. Долина завширшки 2 км, частково заболочена. Річище завширшки 2 м. Зарегульована ставками, які були створені для ведення господарства та розведення риби. Використовується для сільського господарства. Болотна досить залежна від малих приток, що суттєво поповнюють її води.

## Розташування
Болотня бере початок у районі села Термахівка, на висоті 124 м над рівнем моря. Тече спершу на північ/північний схід, далі круто повертає на південний схід. Впадає до Тетерева неподалік від східної околиці смт Іванків.

## Притоки
- Збинка — права притока
- Бичок — права притока. Бере початок на південно-східній стороні від села Термахівка. Тече переважно на північний схід і на північній околиці села Обуховичі впадає у річку Болотну.[2]
- Мурава — права притока
- Термахівочка — ліва притока